# 広島市立東原中学校
広島市立東原中学校（ひろしましりつ ひがしはらちゅうがっこう）は、広島県広島市安佐南区東原3丁目にある公立中学校。生徒数は528名(平成22年)。

## 概要
安佐南区の南東部、中筋・東野・東原地区を学区とする中学校であり、学区には広島市立東野小学校、広島市立中筋小学校が含まれる。
古川に面しており、国道54号（祇園新道）の昭和橋近くに位置している。
この地区はもともと農業が盛んな近郊農業地域であったが、祇園新道やアストラムラインの開通によって広島市の中心部へのアクセスが向上したことから都市化が進み、マンションや大規模な商店が立ち並ぶ地域となったことで人口が伸びている。それに伴い、周辺では2007年に東野小学校が開校するなど子供の数の増加が著しい。

## 沿革
- 1988年（昭和63年）4月1日 - 広島市立祇園東中学校より分離開校。
- 1998年（平成10年）11月2日 - 学校給食（デリバリー式）の開始。
- 2007年（平成19年）4月 - 2学期制の導入。
- 2021年　(令和3年)   4月-定期テスト廃止

## 校区
- 広島市立東野小学校の校区
  - 東野一丁目、東原一丁目～ 東原三丁目
- 広島市立中筋小学校の校区
  - 東野二丁目～東野三丁目、中筋一丁目～中筋三丁目、中筋四丁目（古市学区分を除く）

## クラブ活動[4]

### 運動部
- 剣道部
- サッカー部
- ソフトテニス部（男子）
- ソフトテニス部（女子）
- 卓球部
- バスケットボール部（女子）
- バドミントン部
- バレーボール部（男子）
- バレーボール部（女子）
- 軟式野球部
- 陸上競技部

### 文化部
- 科学部
- 吹奏楽部 - 2018年、コンクール全国大会に初出場[5]
- 美術部

## アクセス
- アストラムライン西原駅から徒歩8分。中筋駅から徒歩10分。
- JRの最寄駅は可部線古市橋駅で、徒歩15分の距離。

## 周辺
- 広島市立中筋小学校
- 広島市立東野小学校
- 広島市立祇園東中学校
- 広島市立安佐南区図書館
- 安佐南区役所

## 著名な出身者
- HIPPY（シンガーソングライター）
- 棚田遼(サッカー選手)
- 佐山晋介(浪人生)